# ورموت

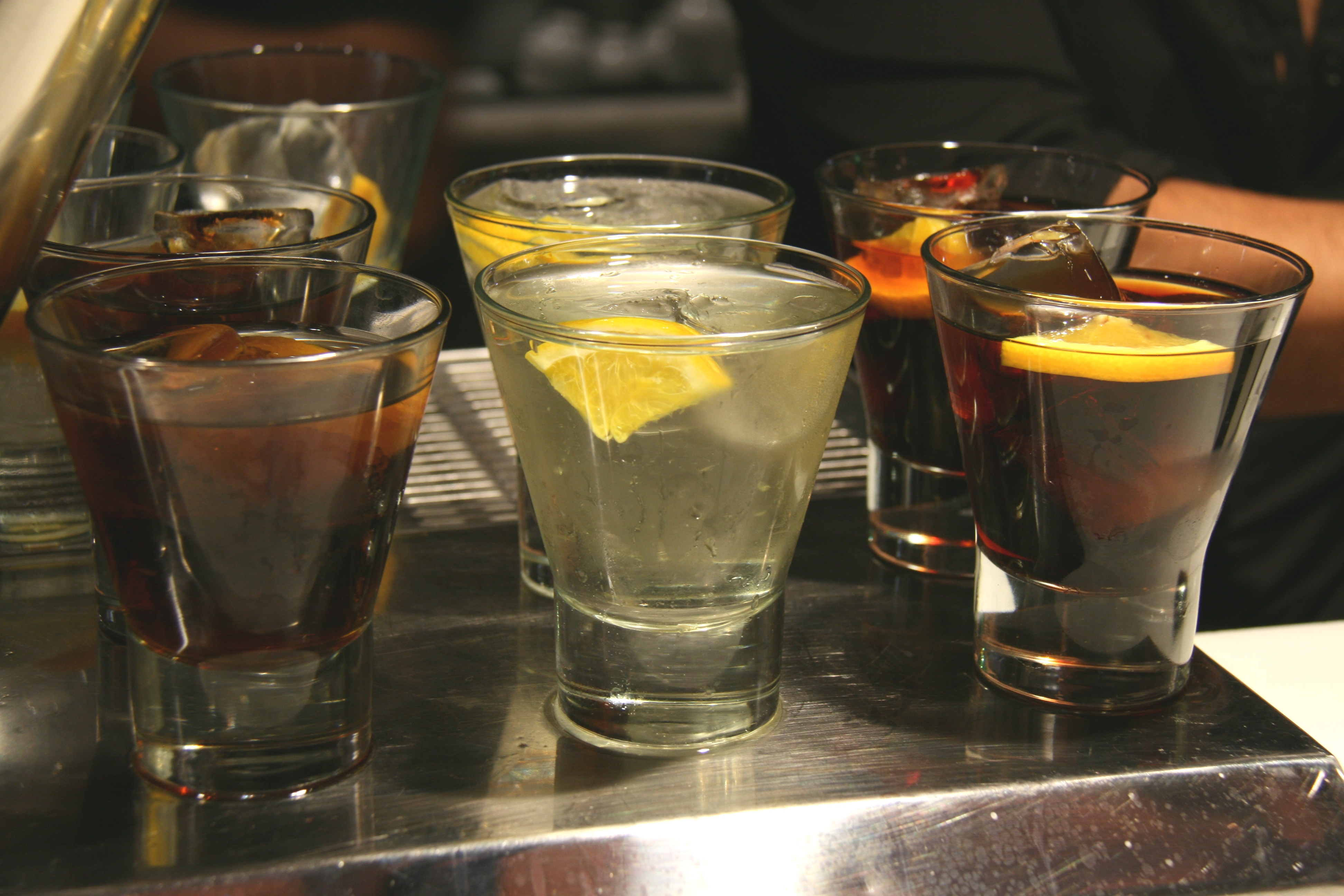
چند نمونه از وِرموت‌های اروپایی

ورموت یا ورموث (به انگلیسی: Vermouth) یا شراب شیرین افسنتین، یک شراب معطر و قوی است که با طعم دهنده‌های مختلف گیاهی مزه دار می‌شود.
وِرموت تلفظ فرانسوی لغت آلمانی wermut برای گیاه باستانی wormwood (به فارسی: افسنتین) است. در کشورهای انگلیسی زبان معمولاً این شراب با نام ورموث یا موث شناخته می‌شود.
ورموت در ابتدا به شکل سنتی برای مقاصد پزشکی مورد استفاده قرار می‌گرفت، انواع امروزی این مشروب به عنوان یک نوشیدنی الکلی در نیمه دوم قرن هجدهم در تورین، ایتالیا تولید شد.
این نوشیدنی را می‌توان به عنوان یک ترکیب در تهیه بسیاری از کوکتلها یا یک طعم دهنده غذایی مانند شراب سفید در پخت‌وپز استفاده کرد.
ورمورت در دو نوع اصلی خشک و شیرین تولید می‌شود، اما تولیدکنندگان بزرگ امروزی این محصول (e.g. , Noilly Prat and Cinzano) برای رقابت بیشتر در بازار انواع دیگری به آن افزوده‌اند.
ورمورت نوعی شراب با پایه شراب انگور است که پس از پایان تخمیر و آماده شدن، به آن الکل افزوده‌اند تا درجه الکلی آن بالاتر رود و به اصطلاح «گیراتر» شود. درجه الکلی چنین شراب‌هایی معمولاً بین ۲۰ تا ۲۵ درصد است. گاهی مخمر تقویت شده تا بتواند الکل بیشتری تولید کند و در محیطی با درصد الکل بالاتر فعالیت کند.
قسمت عمده ورمورت جهان توسط کشورهای ایتالیا و فرانسه تولید می‌شود، هرچند که ایالات متحده و انگلستان نیز به تازگی وارد این بازار شده‌اند.